# Municipio de North Cadron
El municipio de North Cadron (en inglés: North Cadron Township) es un municipio ubicado en el condado de Cleburne en el estado estadounidense de Arkansas. En el año 2010 tenía una población de 693 habitantes y una densidad poblacional de 16,51 personas por km².

## Geografía
El municipio de North Cadron se encuentra ubicado en las coordenadas 35°24′21″N 92°13′7″O / 35.40583, -92.21861. Según la Oficina del Censo de los Estados Unidos, el municipio tiene una superficie total de 41.98 km², de la cual 41,97 km² corresponden a tierra firme y (0,04 %) 0,02 km² es agua.

## Demografía
Según el censo de 2010, había 693 personas residiendo en el municipio de North Cadron. La densidad de población era de 16,51 hab./km². De los 693 habitantes, el municipio de North Cadron estaba compuesto por el 97,55 % blancos, el 0,29 % eran afroamericanos, el 0,29 % eran amerindios, el 0,14 % eran asiáticos, el 0,72 % eran de otras razas y el 1,01 % eran de una mezcla de razas. Del total de la población el 1,15 % eran hispanos o latinos de cualquier raza.